# Philippe Sylvain
Philippe Sylvain est un historien québécois né en 1915 à Saint-Elzéar en Beauce et mort à Québec (Québec) en 1993.
Il a fait des études à l'Université Laval et à la Sorbonne de Paris.

## Œuvres
- La Vie et l'œuvre de Henry de Courcy, 1820-1821, 1955
- Clerc, garibaldien, prédicant des deux mondes : Alessandro Gavazzi, 1809-1889, 1962
- Les Ultramontains canadiens-français, 1985

Ses recherches portaient sur l'histoire des fondateurs de l'Université Laval et sur les personnages religieux importants au Québec.

## Honneurs
- 1955 : Prix David
- 1962 : Prix de l'Académie française
- 1962 : Médaille du gouvernement italien
- 1969 : Société des Dix